# Wttewaall
Wttewaall (ook: Wttewaall van Stoetwegen; uitspraak: utewaal) is een familie waarvan leden sinds 1841 tot de Nederlandse adel behoren.

## Geschiedenis
De stamreeks begint met Gherit Jansz, die vermeld wordt in 1530. Bij Koninklijk Besluit van 4 september 1841 werd mr. Gerard Cornelis Wttewaall van Stoetwegen (1780-1863) verheven in de Nederlandse adel waarna zijn nageslacht het predicaat jonkheer/jonkvrouw mocht gaan voeren. De niet-adellijke leden werden opgenomen in 1910 en in 1931-1932 in het Nederland's Patriciaat.
In 1741 kwamen na huwelijk met Margaretha van Suchtelen de heerlijkheden Stoetwegen en Wickenburgh in de familie Wttewaall. Stoetwegen bleef tot in de 20e eeuw in de familie (adellijke tak). Wickenburgh is nog steeds in het bezit van de familie (patriciaatstak).
In 2014 waren er nog vier adellijke mannelijke telgen in leven, de chef de famille en zijn drie zoons van wie de laatste in 2014 is geboren.

## Enkele telgen

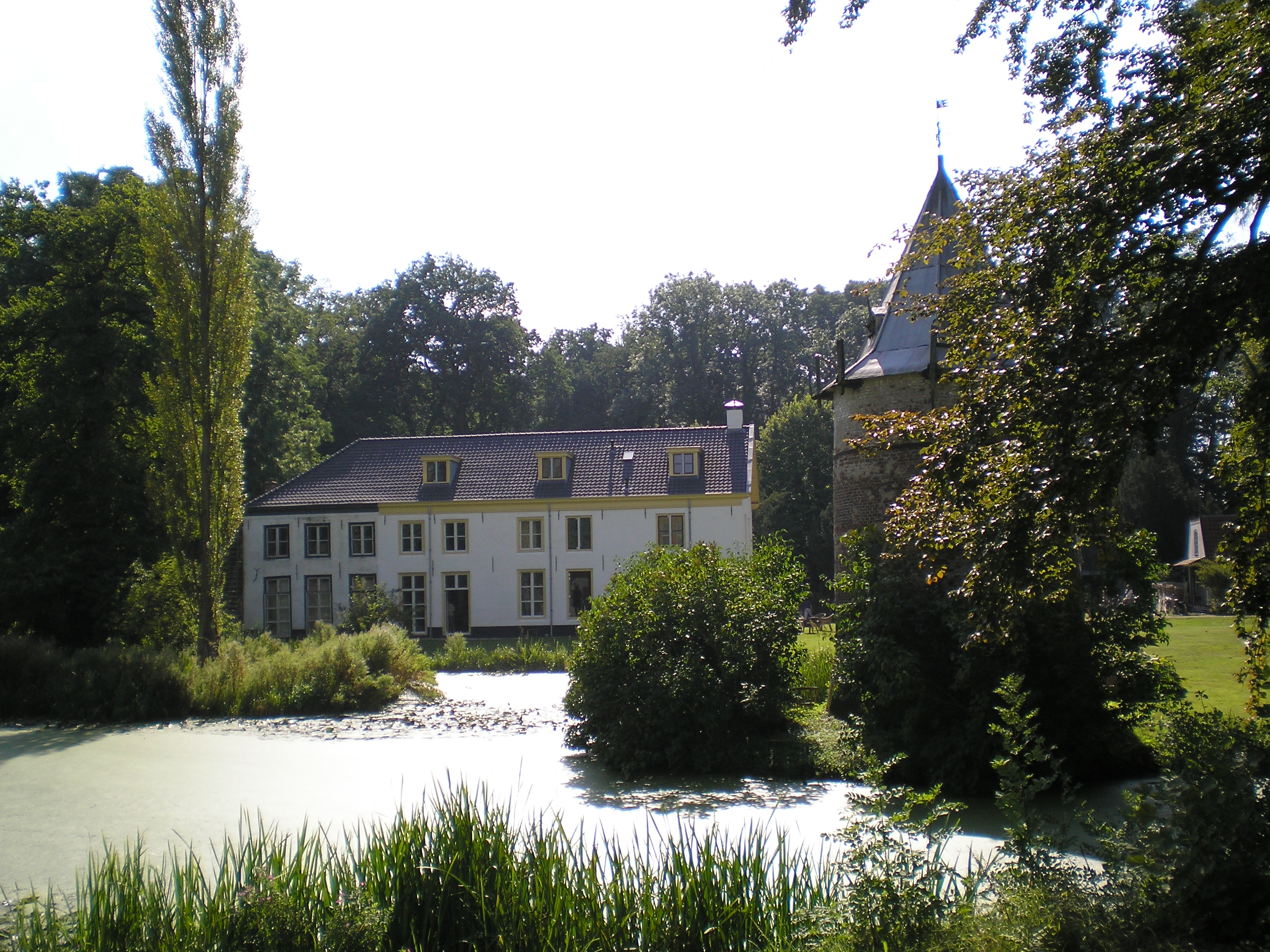
Huis Wickenburgh

- Mr. Hendrik Assuërus Wttewaall (1699-1775), raad en burgemeester van Utrecht; trouwde in 1724 met Margaretha van Suchtelen, vrouwe van Stoetwegen en Wickenburgh (1696-1760) die beide heerlijkheden in de familie Wttewaall bracht
  - Mr. Ferdinand Wttewaall van Stoetwegen, heer van Stoetwegen en Wickenburgh (1733-1803), kanunnik ten Dom
    - Jhr. mr. Gerard Cornelis Wttewaal van Stoetwegen (1780-1863)
      - Jhr. Ferdinand Wttewaall van Stoetwegen, heer van Stoetwegen (1808-1868), kolonel
        - Jhr. Ferdinand Wttewaall van Stoetwegen, heer van Stoetwegen (1866-1936), burgemeester
          - Jkvr. Adolphine Caroline Wttewaall van Stoetwegen (1901-1978); trouwde in 1931 met Georg Wolfgang Carel Duco baron thoe Schwartzenberg en Hohenlansberg (1899-1985), burgemeester

        - Jhr. Jules Henri Wttewaall van Stoetwegen (1868-1953), burgemeester

      - Jhr. mr. Henri Assuërus Wttewaall van Stoetwegen (1812-1866), burgemeester en Tweede Kamerlid
        - Jkvr. Anna Gerardina Wttewaall van Stoetwegen (1837-1891); trouwde in 1871 met dr. Anthony Brummelkamp jr. (1839-1919), Tweede Kamerlid
        - Jhr. Albertus Wttewaall van Stoetwegen (1839-1876), kapitein
          - Jhr. Henri Alexander Wttewaall van Stoetwegen (1867-1941), belastinginspecteur
            - Jkvr. Christine Wilhelmine Isabelle Wttewaall van Stoetwegen (1901-1986), Tweede Kamerlid

          - Jhr. Albert Edmund Wttewaall van Stoetwegen (1873-1899), handelsemployé
            - Jhr. Charles Edmund Wttewaall van Stoetwegen (1897-1945), werkzaam Soerabajaasch Handelsblad
              - Jhr. Willy Wttewaall van Stoetwegen (1942-1988), kok, banketbakker
                - Jhr. Dave Wttewaall van Stoetwegen (1969), ambtenaar, chef de famille
                  - Jhr. Dylan Wttewaall van Stoetwegen (2005), vermoedelijke opvolger als chef de famille

        - Jhr. mr. Edmond Willem Ferdinand Wttewaall van Stoetwegen (1840-1908), diplomaat, laatstelijk ambassadeur te Sint-Petersburg

  - Johannes Wttewaall (1735-1812), resident
    - Prof. mr. Gerard Wttewaall (1776-1838), schepen te Utrecht, hoogleraar in de landhuishoudkunde te Leiden
      - Bartholomeus Willem Wttewaall (1807-1890), gemeenteraadslid van Leiden
        - Joanna Diderica Wttewaall (1851-1874); trouwde in 1873 met mr. Pieter Cort van der Linden (1846-1935), minister-president en lid van de familie Van der Linden
        - Bartholomeus Willem Gerard Wttewaall (1856-1920)
          - Joanna Diderica Wttewaall (1889-1975); trouwde in 1915 met Willem Voorbeijtel Cannenburg (1883-1978), directeur van het Nederlands Scheepvaartmuseum

      - Dr. Jan Wttewaall (1810-1862)
        - Mr. Gerard Wttewaall (1844-1919), rechter, raadsheer gerechtshof
          - Mr. Frederik Willem Reinhard Wttewaall (1880-1959), burgemeester laatstelijk van Deventer (1929-1945)

Geslachten die opgenomen zijn in het sinds 1910 verschijnende genealogische naslagwerk Nederland's Patriciaat. Lijst volgens opgave van het CBG Centrum voor familiegeschiedenis.
A · B · C · D · E · F · G · H · I · J · K · L · M · N · O · P · Q · R · S · T · U · V · W · Y · Z